# Verfahren zur Ermittlung von Regulationserfordernissen in der Arbeitstätigkeit

Definitionen der Ebenen im VERA

Das theoretische Grundgerüst zum Verfahren zur Ermittlung von Regulationserfordernissen in der Arbeitstätigkeit (VERA) ist das 5-Ebenen-Modell der Handlungsregulation von Oesterreich. Diese fünf Ebenen sind im Bild Definitionen der Ebenen im VERA erläutert.
Hinweis: VERA und das zugehörige RHIA wurden zwar getrennt entwickelt, werden aber sinnvollerweise immer gemeinsam zur Anwendung gebracht. Dies geht auch aus der letzten, gemeinsamen Veröffentlichung der Verfahren hervor.

## Verfahrensbeschreibung

Vorgehen beim VERA

Die Arbeitsanalyse mit dem VERA bezieht sich immer auf die Arbeitsaufgabe. Mehrere Arbeitsaufgaben werden getrennt voneinander untersucht. Es ist jedoch möglich, mehrere – in jeweils bestimmter Weise zusammenhängende – Arbeitsaufgaben als übergreifende Einheit zu betrachten und die Regulationserfordernisse dieser Aufgabenstruktur zusammenfassend zu beurteilen. Das VERA ist in 3 Hauptabschnitte gegliedert. Teil A dient der allgemeinen Orientierung über die gesamte Arbeitstätigkeit und ist wie folgt unterteilt:
- A 1: Skizze des Arbeitsplatzumfeldes
- A 2: Skizze des Arbeitsplatzes
- A 3: Erfassung der Arbeitsorganisation
- A 4: Erfassung der gesamten Arbeitstätigkeit
- A 5: Abgrenzung der Arbeitsaufgaben
- A 6: Erfassung des zeitlichen Anteils der Arbeitsaufgaben und Abgrenzung der Nebentätigkeiten.

Mit Hilfe des Teiles B verschafft sich der Untersucher eine spezielle Orientierung. In diesem Abschnitt werden in standardisierter Form zunächst die äußeren Merkmale der Arbeitsaufgabe erfasst, soweit sie nicht schon im Teil A erfragt wurden. Es folgen Fragen dazu, was der Arbeitende bei der Erfüllung seiner Arbeitsaufgabe beobachten, bedenken und planen muss. Die einzelnen Fragen gliedern sich wie folgt:
- B 1: Ausbildung
- B 2: Art der Arbeitsaufgabe
- B 3: Anzahl der Arbeitsstellen
- B 4: Wahl der Arbeitsstellen
- B 5: Dauer eines Arbeitsauftrages
- B 6: Verwendung von Messgeräten
- B 7: Nutzung von Informationsunterlagen
- B 8: Eigenständigkeit bei der Auftragsfindung
- B 9: Neuartigkeit der Arbeitsaufträge
- B 10: Auftreten von Planungsphasen
- B 11: Alternative Vorgehensweisen
- B 12: Konkurrierende Ergebnisparameter
- B 13: Koordinaten paralleler Prozesse
- B 14: Weitermeldung von Ereignissen
- B 15: Verwertung von Ereignissen
- B 16: Prüfung des Arbeitsergebnisses
- B 17: Störanfälligkeit der Arbeitsaufgabe
- B 18: Behebung von Störungen
- B 19: Kognitiv bedeutsame Störungen
- B 20: Wahrscheinlichkeit dieser Störungen

Teil C ist der zentrale Abschnitt des VERA. Er ist in 3 Unterabschnitte gegliedert. Teil C 1 leitet dazu an, einen Überblick über die Tätigkeit im Rahmen der jetzt untersuchten Arbeitsaufgabe zu gewinnen. Die Beschreibung des Arbeitsablaufes als Abfolge von Arbeitseinheiten wird folgendermaßen erfasst:
- C 11: Anzahl der Arbeitseinheiten
- C 12: Routine-Arbeitseinheiten
- C 13: Abfolge der Arbeitseinheiten
- C 14: Erprobungsphasen
- C 15: Planungsabschnitte

Mit der darauf folgenden Stufenbeurteilung soll ermittelt werden, welcher Stufe des Stufenmodells die Regulationserfordernisse der untersuchten Arbeitsaufgabe zuzuordnen sind. Dies geschieht durch Beantwortung der Fragen eines Fragenalgorithmus. Im dritten Unterabschnitt sollen die Eigenarten der Arbeitsaufgabe, welche die Stufenzuordnung begründen, beschrieben werden. Für die Stufenbeschreibung ist eine Gliederung nach 3 Punkten vorgegeben:
1. Stufenkennzeichnende Merkmale der Arbeitsaufgabe,
2. Bedingungen, die für den Erhalt der Regulationserfordernisse notwendig sind, und
3. Möglichkeiten für die Erhöhung der Regulationserfordernisse.

Bei der Arbeitsanalyse mit Hilfe des VERA wird das Ziel verfolgt, „objektive“ Regulationserfordernisse zu ermitteln, wobei unter „objektiv“ verstanden wird, dass die gewonnenen Aussagen unabhängig von konkret arbeitenden Individuen sind und somit von Besonderheiten der jeweiligen Individuen absehen. VERA erfasst nur Tätigkeiten aus dem so genannten „gewerblichen Bereich“, also nur Aufgaben, die unmittelbar mit der Produktion zusammenhängen. Dabei soll dem Anwender ein Einblick in den Zusammenhang von Arbeitstätigkeit und Persönlichkeit verschafft beziehungsweise die Möglichkeiten zur Bewertung von Arbeitsaufgaben im Hinblick auf ihre Persönlichkeitsförderlichkeit gegeben werden. Zur Erfüllung der Humankriterien, dass
- der Inhalt der Arbeit ausreichend umfangreich ist,
- die Handlungsspielräume nicht zu gering sind,
- die Arbeit hinreichend komplex und somit mindestens qualifikationserhaltend ist und
- die Arbeitstätigkeit nicht stumpfsinnig, sondern eher interessant ist,

kann das VERA der Entwicklung von Arbeitsgestaltungsprozessen beitragen. Hierbei muss zwischen zwei Gestaltungsprozessen differenziert werden:
- Gestaltung völlig neuartiger Arbeitsprozesse und
- Umgestaltung bereits bestehender Aufgabenstrukturen.

Wie sich infolge von Änderungen der betrieblichen Bedingungen (zum Beispiel Veränderung der Arbeitsorganisation und -gestaltung, der Produktionsmittel und der Produkte) die Regulationserfordernisse von Arbeitsaufgaben verändern, kann durch einen „Vorher-Nachher-Vergleich“ mit Hilfe des VERA analysiert werden. Hierbei handelt es sich meistens um die Untersuchung von Arbeitsstrukturen.

## Vor- und Nachteile des VERA
- Das VERA wird in der Industrie angewendet und erfreut sich hoher Akzeptanz.
- Mit dem VERA ist eine Bewertung auf der Ebene der Persönlichkeitsförderlichkeit der Arbeitsaufgaben möglich. Bereits im Projektierungsstadium der Arbeitstätigkeit kann dieses Verfahren eingesetzt werden.
- Das VERA befasst sich nur mit einem Teilbereich aller Arbeitstätigkeiten: dem „gewerblichen Bereich“, also mit Arbeitsaufgaben, die unmittelbar mit der Produktion zusammenhängen. Eine mögliche Anwendung des Verfahrens für andere Tätigkeiten, wie zum Beispiel Arbeitsvorbereitung, Büro und Verwaltung, wird ausdrücklich ausgeschlossen.
- Aufgrund seiner Komplexität kann das VERA nur schwer ohne Berater durchgeführt werden.